# علي جواد الطاهر
علي جواد الطاهر (1919- 1996) هو أديب وناقد عراقي.

## حياته
ولد في الحلة – بابل - العراق عام 1919، درس في مدارسها، ثم في دار المعلمين العالية، ومن فرنسا نال شهادة الدكتوراه من جامعة السوربون، منذ خمسينيات القرن الماضي شرع بتأسيس مشروعه الثقافي، ترجمة، تأليفا، تنظيرا، وتطبيقا حتى بلغ شأنا رفيعا في الأدب العراقي ولقب شيخ النقاد، نافت كتبه على الأربعين كتابا، وهو في ذلك واحد من كبار المؤلفين المبدعين في الوطن العربي شأنه شأن طه حسين وعباس محمود العقاد وإبراهيم عبد القادر المازني، لا فقط من حيث العدد بل الجودة والتنوع في التراث والمعاصرة، في التحقيق والتأليف، في الترجمة، في النقد ألتنظيري والنقد التطبيقي... مرب في الحياة والأدب، مؤسس وملهم وراع... ذو يراع صنعته ثقافة موسوعية عالية، ورأي خلقته دقة المعرفة والإطلاع، ساح في ربوع التراث وأنعطف في دروب المعرفة العالمية والعربية والمحلية، عالم يعترف (الجميع بذلك) وفي أكثر من ميدان.
استعين به لمراجعة ترجمة كتاب هنري ترويا عن تشيخوف، والمترجم شاعر عربي ضليع في الفرنسية، تربى عليها منذ نعومة أظفاره، لكنه خرج بحقيقة جوهرية ثبتها في مقدمة ترجمته (أنني مدين كثير الدين للشيخ العلامة علي جواد الطاهر، دكتورا وإنسانا، فقد تتبع في مراجعته الترجمة كل كلمة وحرف في النصين، وكان لملاحظاته أثر كبير في تسديد هفوات كثيرة، إن الدكتور الطاهر كان مفاجأتي وغبطتي معا فما كنت أعرفه عنه كثير، لكن أما تمت لي معرفته عبر الاحتكاك بهذه السيرة عن تشيخوف يقنعني للمرة الألف إن درب الكمال في المعرفة والتخصص يحتاج إلى من هم مثل الدكتور)
وبأم عيني رأيت واحدا من كبار نقادنا المعاصرين هو الناقد الألمعي عبد الجبار عباس منحنيا على يد الطاهر ليلثمها، وذلك تواضع كبير من تلميذ نجيب... غير إن الأستاذ يواجه ذلك بتواضع أكبر بعد إن توفي التلميذ النجيب والناقد الكبير عبد الجبار عباس فألف عنه كتابا قيما، وتلك سابقة لا مثيل لها، وبأم العين وملء الأذنين سمعت الطاهر وهو يسحب كفه من شفتي عبد الجبار عباس وعيناه مغرورقتان بالدمع، يقول لنا (اعتنوا بعبد الجبار). توفاه الله تعالى في 9/10/1996 في بغداد اثر مرض عضال

## مؤلفاته
- الشعر العربي في العراق وبلاد العجم في العصر السلجوقي
- الابن وسبع قصص أخرى (مختارة ومترجمة عن الفرنسية)
- لامية الطغرائي (تحقيق. تحليل. مناقشة)
- مقالات (في النقد الأدبي... والتربية)
- الطغرائي (حياته. شعره. لاميته)
- في القصص العراقي المعاصر (نقد ومختارات)
- تدريس اللغة العربية (في المدارس المتوسطة والثانوية)
- محمود أحمد السيد – رائد القصة الحديثة في العراق)
- ملاحظات على الموسوعة العربية الميسرة
- منهج البحث الأدبي
- ديوان الخريمي (جمع وتحقيق بالاشتراك مع محمد جبار المعيبد)
- ديوان ألجواهري (جمع وتحقيق بالاشتراك مع د. إبراهيم السامرائي، د. مهدي المخزومي، رشيد بكتاش)
- ديوان الطغرائي (تحقيق بالاشتراك مع الدكتور يحيى الجبوري)
- ملاحظات على وفيات الأعيان
- وراء الأفق الأدبي (مقالات)
- الأعمال القصصية الكاملة لمحمود أحمد السيد (إعداده وتقديمه بالاشتراك مع الدكتور عبد الإله أحمد)*مقدمة في النقد الأدبي
- منهج البحث في المثل السائر
- الخلاصة في مذاهب الأدب الغربي
- ديوان الجعفري (صالح بن عبد الكريم – آل كاشف الغطاء – بالاشتراك مع ثائر حسن جاسم)
- معجم المطبوعات العربية
- تحقيقات... وتعليقات
- الشعر الحر والتراث في الريادة العراقية، سلسلة (الشعر ومتغيرات المرحلة)
- عبد الجبار عباس ناقدا
- أساتذتي ومقالات أخرى
- من حديث القصة والمسرحية
- أبو يعقوب الخريمي (حياته وشعره)
- من يفرك الصدأ
- الباب الضيق

## الجوائز[3]
فاز بجائزة سلطان بن العويس الثقافية في دورتها الأولى في حقل الدراسات الإنسانية والمستقبلية عام 1988 – 1989 وذلك من خلال قرار لجنة التحكيم :
يتميز علي جواد الطاهر بدراساته الأدبية على المستوى الأكاديمي وهي دراسات تتصف بالحرص الشديد على الأناة في الحكم والدقة في النظر إلى الجزيئات من أجل بناء كلي متكامل، والجمع المتنوع بين دراسات تهتم بالتراث وأخرى تهتم بالاتجاهات الأدبية المعاصرة مثل كتابه “مقدمة في النقد الأدبي” و “دراسته عن الشعر الحر والتراث” وهو فيها جميعاً ملتزم بالمنهج العلمي، مؤمناً بجدواه الكبيرة في نقل المعرفة المنظمة.
إن مؤلفات علي جواد الطاهر تنقل لقرائها شغفاً صادقاً بالتجويد في العبارة والفكرة والبناء، وإخلاصاً كلياً لروح العلم، وموضوعية البحث النقدي.

## وصلات خارجية
اتحاد الأدباء والكتاب العراقيين
سلطان العويس
جريدة الاتحاد
مركز النور